# Tripartitum

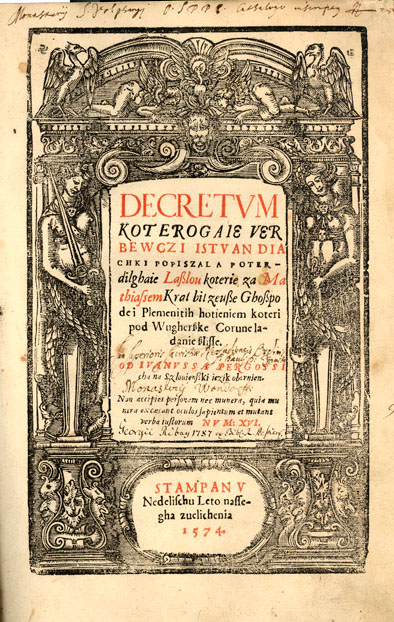
Pagina de titlu a Decretum tripartitum, versiunea în limba croată a textului maghiar, redactată de Ivanuš Pergošić și tipărită în 1574 la Nedelišće

Tripartitum sau Opus Tripartitum (titlul complet în latină Tripartitum opus iuris consuetudinarii inclyti regni Hungariae, „Drept cutumiar în trei părți al renumitului Regat al Ungariei”) este un manual de drept cutumiar maghiar redactat în anul 1514 de István Werbőczy și publicat pentru prima dată la Viena în 1517. Deși nu a primit niciodată aprobarea oficială a curții regale, codul juridic al lui Werbőczy a fost extrem de influent, fiind tipărite cincizeci de ediții în următorii trei sute de ani. Tripartitum nu includea așa-numitele legi scrise (decretele regale, legile elaborate de parlament și statutele orașelor regale libere), care au fost incluse întotdeauna după elaborarea lor în cărțile de legi.
Werbőczy era un mic nobil și Tripartitum „consfințește idealurile unui membru contemporan tipic al clasei sale”. Sunt expuse acolo privilegiile nobilimii, egalitatea tuturor nobililor în fața pretențiilor de superioritate ale marilor nobili (magnați) și numeroasele îndatoriri ale iobagilor. Anterior, în 1514, fusese înăbușită o răscoală țărănească condusă de Gheorghe Doja, ceea ce a influențat stabilirea de către Werbőczy a unor obligații împovărătoare pentru iobagi. Tripartitum a jucat un rol important în perpetuarea sistemului feudal din Ungaria.

## Legături externe
- Câteva capitole importante din Tripartitum în limba latină și traduse în engleză
- Tripartitum pe Google Books